# 世田谷美術館

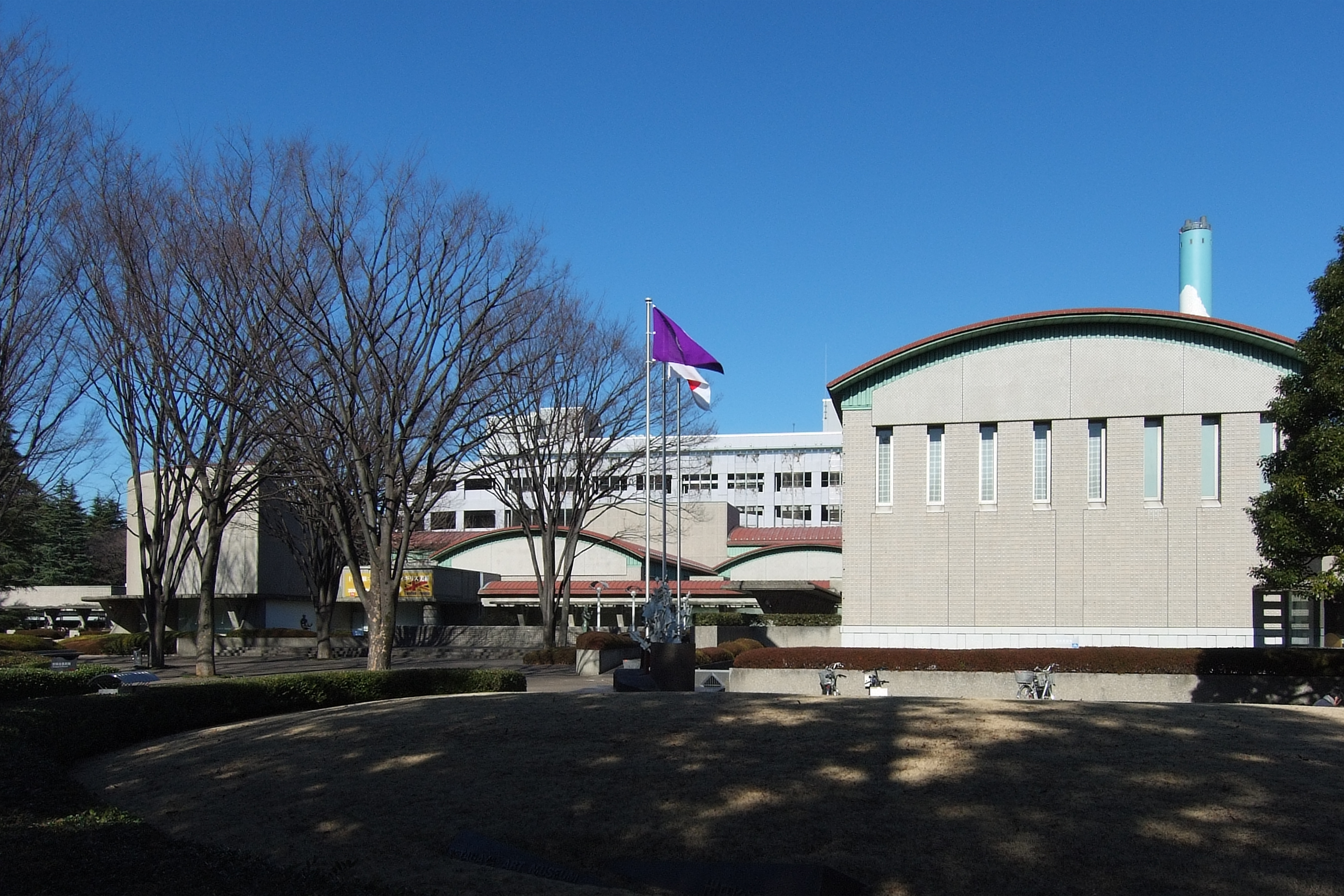
世田谷美術館

世田谷美術館（日语：／ Setagaya Bijutsukan */?，The National Art Center, Tokyo）是位於日本東京都世田谷區砧公園內的一座美術館。

## 历史
這座美術館開館於1986年，最初收集未經過正規美術教育訓練的非専門家人士的作品。美術館建築竣工於1985年，設計者是建築家內井昭藏。内井曾憑藉這一作品獲得毎日藝術大奖和日本艺术院大奖。世田谷美術館設有三座分館。

## 外部連結
- 世田谷美術館 （页面存档备份，存于）